# 오션브릿지
오션브릿지(영어: Ocean Bridge)는 대한민국 부산광역시 동구 범일5동(범일로 41)에 위치한 고층 주상복합 아파트 단지다.

## 같이 보기
- 부산광역시의 마천루 목록